# Ено I (Източна Фризия)
Ено I от Източна Фризия (на немски: Enno I, Graf von Ostfriesland; * 1 юни 1460; † 22 февруари 1491, удавен във Фридебург, графство Източна Фризия) от фамилията Кирксена е граф на Източна Фризия (1466 – 1491), съ-граф от 1481 г.
Той е големият син на 1. граф Улрих I от Източна Фризия († 1466) и втората му съпруга Теда Укена († 1494), дъщеря на вожд Уко Фоцкена цу Олдерзум († 1432), внучка и наследничка на могъщия вожд Фоцко Укена († 1436). Брат е на Едзард I „Велики“ (1462 – 1528), граф на Източна Фризия.
След смъртта на баща му Улрих през 1466 г. майка му Теда поема управлението на фамилията Кирксена, подпомагана от вожд Зибет Атена. От около 1480 г. нейните синове поемат управлението.
През 1489 г. Енно заедно с Виктор фон Фризен и Фолеф фон Инхаузен-Книпхаузен тръгва на поклонение в Светите земи, където в Йерусалим на Светия гроб става рицар. По това време сестра му Алмут Кирксена (1465 – 1522) и се влюбва във вестфалския благородник Енгелман фон Хорщел, дрост на Фридебург. Те искат да се оженят, което майка му не разрешава. Алмут взема за зестра фамилни бижута и отива във Фридебург. Ено I отива да вземе сестра си и се удавя в леда на замъчния ров на Фридебург.
Ено I от Източна Фризия се удавя на 31 години на 22 февруари 1491 г. във Фридебург и е погребан в манастир Мариентал. През 1548 г. той е преместен в „голямата църква“ в Емден, Долна Саксония.